# Nederlandse Moslimraad
De Nederlandse Moslimraad (NMR) is een landelijke koepelorganisatie van islamitische organisaties zoals moskeeën, culturele, onderwijs- en jeugdinstellingen.
Begin 1992 werd de Islamitische Raad Nederland (IRN) opgericht. Dit was een landelijke samenwerkingsverband tussen de drie grootste moslim koepelorganisaties, de Turkse ISN, de Marokkaanse UMMON en de Surinaams-Hindoestaanse WIM. 
Negen kleinere islamitische organisaties die wel bij het voorbereidingsproces van de IRN waren betrokken, maar uiteindelijk niet in de raad vertegenwoordigd waren, richtten als tegenhanger hetzelfde jaar nog de Nederlandse Moslimraad op. Hun voornaamste bezwaren tegen de IRN waren dat de raad niet representatief was, dat de organisaties banden hadden met buitenlandse overheden en dat bepaalde organisaties, zoals de onafhankelijke organisaties en vrouwenorganisaties, niet vertegenwoordigd waren.
Vooral de kleinere moslimgroepen waren tot 2003 in de NMR vertegenwoordigd. Het ging onder meer om Bosnische, Eritrese, Indonesische,
en Surinaamse moslims.
Anno 2008 zijn bij de stichting meer dan honderd organisaties aangesloten. Alle aangesloten organisaties behoren tot de soennitische stroming.
De Nederlandse Moslim Omroep (NMO) is een werkstichting van de NMR: De NMR benoemt en ontslaat de bestuursleden van de NMO, maar het bestuur van de NMO is verder zelf belast met alle operationele zaken die de NMO betreffen.
De huidige voorzitter is Abdelmajid Khairoun, oud-voorzitters zijn Abdullah Haselhoef en Derwisj A. Maddoe.